# Vsevolod di Pskov
Vsevolod Mstislavič, in russo Всеволод Мстиславич (Velikij Novgorod, 1103 – Pskov, 11 febbraio 1138), ricoprì la carica di Principe di Velikij Novgorod dal 1117 al 1136 e di principe di Pskov dal 1137 al 1138; è venerato come santo dalla Chiesa ortodossa russa.

## Biografia
Vsevolod era il figlio primogenito di Mstislav I di Kiev e di Cristina Ingesdotter di Svezia, figlia del re di Svezia, Ingold I; nacque a Velikij Novgorod mentre suo padre regnava sulla città (1088-1093, 1095-1117) e fu battezzato con il nome di  Gabriele (Gavriil). 
La data di nascita di Vsevolod è sconosciuta, anche se alcuni storici sostengono la tesi che tale evento sia stato commemorato da Mstislav con la costruzione della Chiesa dell'Annunciazione nella Piazza del Mercato della città nel 1103.
Nominato Principe di Novgorod dopo l'ascesa del padre al trono di Kiev, governò la Repubblica, con alcuni intervalli, dal 1117 fino al 1136, anno in cui fu deposto dagli abitanti della città.
Nel 1123 sposò una Principessa di Černihiv, dalla quale ebbe un figlio, Ivan, morto nel 1128. Dal 1123 condusse una serie di campagne militari contro i Čudi che sarebbero perdurate per oltre sette anni. Dopo Vladimir Jaroslavič, Vsevolod fu inoltre il secondo principe di Novgorod ad essere entrato in conflitto con i Finni (nel 1123).
Dopo la morte del padre nel 1132, il supporto di cui godeva a Novgorod cominciò a scemare. Lo stesso anno fu nominato dallo zio, il Gran Principe Jaropolk II, principe di Pereslavl'. Quando cercò di far ritorno a Novgorod pochi mesi dopo, gli abitanti della città lo ripudiarono e rifiutarono di accoglierlo, considerando il suo spostamento a Pereslavl' un tradimento (aveva infatti giurato che sarebbe morto a Novgorod). I resoconti storici indicano tuttavia che guidò l'esercito della Repubblica nella campagna del 1133 che portò alla conquista di Juriev (la moderna Tartu in Estonia).
Nel 1134 Vsevolod condusse una fallimentare campagna contro il Principato di Vladimir-Suzdal durante la quale, secondo i cittadini di Novgorod, dimostrò più volte insicurezza: ritenuto un leader inaffidabile, il suo potere all'interno della Repubblica cominciò a vacillare e il 28 maggio 1136, fu confinato all'interno del Palazzo Arcivescovile nel Cremlino. A metà luglio gli fu concesso di lasciare la città per recarsi a Kiev dallo zio. L'anno seguente tentò di ritornare a Novgorod alla testa di un esercito; non riuscendovi, si ritirò a Pskov dove, dopo essere stato nominato principe della città dagli stessi cittadini, morì nel febbraio 1138. Secondo i suoi ultimi desideri fu seppellito nella Chiesa di San Demetrio di Pskov. Sulle sue spoglie si accese una forte contesa tra quest'ultima e i cittadini di Novgorod che ne rivendicavano il corpo: poiché Vsevolod aveva dichiarato prima di morire di non voler essere seppellito nel suo vecchio dominio a Novgorod fu inviato solo un dito del santo.
La cacciata di Vsevolod da Novgorod è stata tradizionalmente percepita come la fine del potere di Kiev sulle regioni settentrionali e l'inizio della storia della Repubblica di Novgorod. Dopo di lui un gran numero di Principi furono invitati o cacciati dalla città nei due secoli successivi e solo pochi, tra cui Aleksandr Nevskij, riuscirono a mantenervi potere per un periodo prolungato.
La morte non gli permise di reclamare il trono di Kiev. Gli sopravvisse una figlia, Verchuslava, moglie di Boleslao IV di Polonia.

## Culto
Vsevolod costruì un notevole numero di chiese dentro e fuori le mura cittadine di Novgorod: la chiesa di San Giovanni sull'Opoki (1127-1130), la chiesa di San Giorgio al Mercato (1133), la chiesa dell'Assunzione nel Mercato (1133) costruita con l'arcivescovo Nifont) e la chiesa di San Giorgio nel monastero di Juriev. Oltre a queste, la cattedrale di San Nicola del palazzo di Jaroslav, anche se spesso attribuita al padre Mstislav, fu molto probabilmente costruita durante il governo di Vsevolod.
Il Principe fu canonizzato dalla Chiesa ortodossa russa come Vsevolod-Gavriil. Nella Stepennaja Kniga (il "libro dei titoli della Genealogia Reale"), è indicato come il Taumaturgo di Pskov.
Le sue reliquie furono traslate alla Cattedrale della Trinità di Pskov nel 1193. Sotto il suo nome gli abitanti di Pskov fissarono una spada tedesca con l'iscrizione honorem meum nemini dabo, un tempo conservata nella sacrestia della Cattedrale, ma gli storici moderni ritengono che tale manufatto debba essere datato posteriormente al XV secolo.
Si narra che nel 1581, mentre l'esercito polacco agli ordini di Stefan Batory assaltava la città e, dopo avere creato una breccia nelle mura, si accingeva a invaderla, gli abitanti di Pskov trasportarono dove infuriavano gli scontri l'icona del santo. Pochi attimi dopo, nonostante la situazione si presentasse come disperata, le truppe di Pskov riuscirono a respingere l'assalto e a salvare la città dalla devastazione.

## Ascendenza
|                      |                   |                         | Genitori               |  |  | Nonni |  |  | Bisnonni         |  |  | Trisnonni          |  |
|                      |                   |                         |                        |  |  |       |  |  | Vsevolod di Kiev |  |  | Jaroslav I di Kiev |  |
|                      |                   |                         |                        |  |  |       |  |  | Vsevolod di Kiev |  |  | Jaroslav I di Kiev |  |
|                      |                   | Ingegerd Olofsdotter    |                        |  |  |       |  |  | Vsevolod di Kiev |  |  |                    |  |
| Vladimir II di Kiev  |                   |                         |                        |  |  |       |  |  | Vsevolod di Kiev |  |  |                    |  |
|                      |                   | Anastasia di Bisanzio   | Costantino IX Monomaco |  |  |       |  |  |                  |  |  |                    |  |
|                      |                   | Anastasia di Bisanzio   | Costantino IX Monomaco |  |  |       |  |  |                  |  |  |                    |  |
|                      |                   | Anastasia di Bisanzio   | …                      |  |  |       |  |  |                  |  |  |                    |  |
| Mstislav I di Kiev   |                   | Anastasia di Bisanzio   |                        |  |  |       |  |  |                  |  |  |                    |  |
|                      |                   | Aroldo II d'Inghilterra | Godwin del Wessex      |  |  |       |  |  |                  |  |  |                    |  |
|                      |                   | Aroldo II d'Inghilterra | Godwin del Wessex      |  |  |       |  |  |                  |  |  |                    |  |
|                      |                   | Aroldo II d'Inghilterra | Gytha Thorkelsdóttir   |  |  |       |  |  |                  |  |  |                    |  |
| Gytha del Wessex     |                   | Aroldo II d'Inghilterra |                        |  |  |       |  |  |                  |  |  |                    |  |
|                      |                   | Ealdgyth Swan-neck      | …                      |  |  |       |  |  |                  |  |  |                    |  |
|                      |                   | Ealdgyth Swan-neck      | …                      |  |  |       |  |  |                  |  |  |                    |  |
|                      |                   | Ealdgyth Swan-neck      | …                      |  |  |       |  |  |                  |  |  |                    |  |
| Vsevolod di Pskov    |                   | Ealdgyth Swan-neck      |                        |  |  |       |  |  |                  |  |  |                    |  |
|                      | Stenkil di Svezia | Ragnvald Ulfsson        |                        |  |  |       |  |  |                  |  |  |                    |  |
|                      | Stenkil di Svezia | Ragnvald Ulfsson        |                        |  |  |       |  |  |                  |  |  |                    |  |
|                      | Stenkil di Svezia | Astrid Nialsdotter      |                        |  |  |       |  |  |                  |  |  |                    |  |
| Ingold I di Svezia   | Stenkil di Svezia |                         |                        |  |  |       |  |  |                  |  |  |                    |  |
|                      |                   | …                       | …                      |  |  |       |  |  |                  |  |  |                    |  |
|                      |                   | …                       | …                      |  |  |       |  |  |                  |  |  |                    |  |
|                      |                   | …                       | …                      |  |  |       |  |  |                  |  |  |                    |  |
| Cristina Ingesdotter |                   | …                       |                        |  |  |       |  |  |                  |  |  |                    |  |
|                      |                   | …                       | …                      |  |  |       |  |  |                  |  |  |                    |  |
|                      |                   | …                       | …                      |  |  |       |  |  |                  |  |  |                    |  |
|                      |                   | …                       | …                      |  |  |       |  |  |                  |  |  |                    |  |
| Elena di Svezia      |                   | …                       |                        |  |  |       |  |  |                  |  |  |                    |  |
|                      |                   | …                       | …                      |  |  |       |  |  |                  |  |  |                    |  |
|                      |                   | …                       | …                      |  |  |       |  |  |                  |  |  |                    |  |
|                      |                   | …                       | …                      |  |  |       |  |  |                  |  |  |                    |  |
|                      |                   | …                       |                        |  |  |       |  |  |                  |  |  |                    |  |